# Batchujagín Möngöntúl
Batchujagín Möngöntúl (mongolsky Батхуягийн Мөнгөнтуул, * 8. října 1987, Ulánbátar) je mongolská šachistka, držitelka mužského titulu IM.

## Tituly
V roce 2001 získala titul WIM a v roce 2003 titul WGM. Titul IM získala v roce 2010.

## Soutěže jednotlivkyň
Zúčastnila se prvních dvou sérií turnajů FIDE Grand Prix žen v letech 2009-11 a 2011-12.

## Soutěže družstev
Na šachové olympiádě žen reprezentuje družstvo Mongolska a dovedla ho nejlépe k 13. místu v roce 2012. V letech 2012 a 2014 obsadila svým výkonem 4. místo na první šachovnici.

## Šachové olympiády žen
Na osmi šachových olympiádách žen získala celkem 58,5 bodů ze 85 partií.
| Rok  | Olympiáda | Místo           | Deska | ELO  | body | partie | pořadí na šachovnici | pořadí družstvo |
| 2000 | 34.       | Istanbul        | 2.    | 2110 | 9,0  | 14     | 8.                   | 33.             |
| 2002 | 35.       | Bled            | 2.    | 2375 | 7,0  | 13     | 31.                  | 33.             |
| 2004 | 36.       | Calvià          | 1.    | 2345 | 6,5  | 10     | 15.                  | 35.             |
| 2006 | 37.       | Turín           | 1.    | 2378 | 6,5  | 10     | 19.                  | 34.             |
| 2008 | 38.       | Drážďany        | 1.    | 2410 | 7,0  | 10     | 7.                   | 17.             |
| 2010 | 39.       | Chanty-Mansijsk | 1.    | 2412 | 6,5  | 9      | 32.                  | 51.             |
| 2012 | 40.       | Istanbul        | 1.    | 2434 | 7,0  | 9      | 4.                   | 13.             |
| 2014 | 41.       | Tromsø          | 1.    | 2410 | 9,0  | 10     | 4.                   | 16.             |